# Ачимович Тихомир Михайлович
Тихоми́р Миха́йлович Ачи́мович (* 25 травня 1926, село Рогоча, Югославія — † 24 грудня 1978, Одеса) — сербський письменник.

## Біографія
Народився в селянській родині. Після закінчення початкової школи займався хліборобством, вівчарством.
Від липня 1941 року — боєць-кулеметник партизанського загону в Сербії, згодом — на підпільній роботі. У боях тричі поранено. Відзначено бойовими нагородами.
У 1946—1949 роках навчався у військовому піхотному училищі. До 1966 року служив у Радянській армії. Майор запасу.
1964 року закінчив Літературний інститут імені Горького в Москві.
Відзначено радянськими урядовими нагородами.
Був членом КПРС.

## Творчість
З першими оповіданнями та нарисами виступив 1945 року. У Радянському Союзі друкувався від 1951 року. Писав сербською мовою.
Окремими виданнями у перекладі російською мовою вийшли:
- роман «Космаец» (1964),
- повість «Дом без адреса» (1968).